# Ogonowice (Łódź)
Pour les articles homonymes, voir Ogonowice.
Ogonowice (prononciation [ɔɡɔnɔˈvit͡sɛ]) est un village de la gmina d'Opoczno, du powiat d'Opoczno, dans la voïvodie de Łódź, situé dans le centre de la Pologne.
Il se situe à environ 5 kilomètres au sud-est d'Opoczno (siège de la gmina et du powiat) et 76 kilomètres au sud-est de Łódź (capitale de la voïvodie).

## Administration
De 1975 à 1998, le village était attaché administrativement à l'ancienne voïvodie de Piotrków.

Depuis 1999, il fait partie de la nouvelle voïvodie de Łódź.